# Havalina
Havalina (pronúnciese con hache muda) es una banda madrileña de rock fundada en 2001 con el nombre de Havalina Blu. Su formación original proviene de bandas como Sugar Kane, formada por Charlie Bautista y Manuel Cabezalí; o Rosebud, que formarían posteriormente con Sara Iglesias y Andrés Romero. En la composición actual de la banda sólo encontramos a Manuel Cabezalí, a los que se han añadido Javier Couceiro desde 2004 y Jaime Olmedo desde 2014, después de que el antiguo bajista, Ignacio Celma, comunicase en redes sociales que abandonaba la banda por motivos personales.

## Historia
En 2003 Havalina Blu publica su primer álbum, Uncoloured Song, grabado completamente en el local de ensayo.
En 2004 Andrés Romero y Alejandro Muñoz abandonan la banda, cubriendo su puesto Javier Couceiro, y regresando Sara Iglesias. Comienza la grabación de su segundo álbum, From Bed to Bed, que se lanzará al año siguiente.
En 2006 fichan por Junk Records y graban su tercer álbum, A Woman Or Two.
En 2007 Sara Iglesias abandona nuevamente la formación y es sustituida por Nahúm García. Además, son fichados por la oficina de management y contratación TodoAzul.
En 2008 publican un nuevo álbum, Junio, por primera vez completamente en español, y graban su primer videoclip con el corte Noches sin Dormir. 
En 2009 fichan por Origami Records y graban su primer disco para el sello, Imperfección. Tras la grabación, y para la gira de presentación de dicho álbum, Ignacio Celma pasa a sustituir a Nahúm García al bajo. El estilo de la banda ahora es mucho más rocoso, oscuro y sin concesiones. 
En 2010 graban un nuevo álbum, Las Hojas Secas, también con Origami Records. Cambian de oficina de management y pasan a trabajar con Heart of Gold.
En 2011 se publica el DVD Tan Deprisa, Tan Despacio, en el que se recoge el proceso de creación de Las Hojas Secas, así como varios cortes en directo del concierto que ofrecieron el 5 de marzo de 2010 en la Sala Caracol de Madrid. En diciembre del mismo año, la banda celebra su décimo aniversario, con tres conciertos los días 30 de noviembre, 1 y 2 de diciembre, en la Sala Siroco de Madrid agotando las entradas, y en los que interpretan sus álbumes de estudio en castellano en riguroso orden, además de algunas novedades de lo que será su próximo material. Asimismo, con motivo del aniversario, Origami Records publica una caja especial que contiene sus tres discos de estudio en castellano, el DVD Tan Deprisa, Tan Despacio y un disco de versiones de temas de la banda interpretados por otros artistas como Julio De La Rosa, Vetusta Morla, Álex Ferreira, Boat Beam, Maika Makovski, Depedro, The Cabriolets, Richter, Amigos Imaginarios, Coffee & Wine y Trikini. En 2012, la banda lanza al mercado H, su cuarto disco de estudio en español. La banda anuncia fechas y sale de gira para presentar su nuevo trabajo. En 2013 el conjunto anuncia conciertos para celebrar el vigésimo aniversario del disco de los Smashing Pumpkins, Siamese Dream. Para ello, cuentan con la ayuda del antiguo componente del grupo, Charlie Bautista. Los conciertos homenaje se suceden en Madrid y, en 2014, en Barcelona. En 2014, el bajista Ignacio Celma anuncia a través de Facebook que abandona la banda por motivos personales. Le sustituye Jaime Olmedo, amigo de la banda, que ya ha tocado en suplencia de Celma en algunos conciertos. 
En 2015 publican su quinto disco de estudio en castellano, titulado Islas de Cemento, con el que se embarcan en una intensa gira por toda España. 
Muerdesombra, su sexto trabajo, sale a la luz en 2017, con la incorporación de teclados, y un sonido más oscuro y compacto, rozando el metal en ciertos riffs.
El 12 de mayo de 2018, dentro del ciclo de conciertos Sound Isidro, realizan un único concierto junto a Rufus T. Firefly, interpretando canciones de ambas bandas de forma conjunta, intercambiándose miembros, e incluso havalinizando o rufustfireflyzando temas. El concierto estará próximamente disponible en internet.

## Influencias
En cuanto a las influencias de sus primeros trabajos, destacan bandas como Sonic Youth o Smashing Pumpkins. Según una entrevista para Casa America, Manuel Cabezalí habla de que en su tránsito del inglés al español influyó mucho Soda Stereo y en concreto la figura de su líder, Gustavo Cerati. En los últimos discos de la banda se aprecia un cambio hacia sonidos mucho más duros y oscuros, con influencias de bandas como Kyuss, QOTSA, The Cure.

## Discografía[1]

### Uncoloured Songs (2003)

#### Canciones
1. There goes my girl
2. Let's die this evening
3. Electric Shocks
4. Dirt me
5. Uncoloured Song
6. Naked Lovers
7. Smile
8. Warm Nights
9. Tom Says
10. Hot Wax
11. Snow Petals
12. We were stars

#### Ficha
Disco autoeditado en el 2003 y grabado por Havalina Blu en enero y febrero de 2003.
Mezclado y masterizado por Manuel Cabezalí (excepto 12: grabado, mezclado y masterizado por Domingo Patiño y Havalina Blu en GG Producciones -bajo: Sara Iglesias).
Producido por Havalina Blu.
Diseño: Manuel Cabezalí.
Todas las músicas compuestas por Havalina Blu.
Letras de 1, 3, 5, 8, 9, 12 escritas por Manuel Cabezalí; 2, 4, 6, 7, 10, 11, 13 por Charlie Bautista

### From Bed to Bed (2005)

#### Canciones
1. Silky
2. She thinks I'm funny
3. Inside-outside
4. Offshore
5. Liquid heart
6. Ashtray
7. Love is drunk

#### Ficha
Disco autoeditado por Havalina Blu en mayo de 2005, grabado entre agosto y octubre de 2004.
Grabado y mezclado por Manuel Cabezalí. Masterizado por Ángel Luján en Heatroom Studios.
Producido por Manuel Cabezalí.
Todas las músicas compuestas por Havalina Blu. Letras escritas por Manuel Cabezalí.
Diseño: Javier Jodra y Andrés Cabanes.

### A Woman or Two (2006)

#### Canciones
1. If there's no passion
2. In the center of this town
3. Stopping the fun
4. And your sister
5. Warm nights
6. Summer is gone
7. Long and thin hot wire in my heart
8. No reason to rant
9. Cold summer nights
10. Scissors and Glue
11. Tom says
12. April comes (and I feel fine)
13. Poni

#### Ficha
Disco editado por Junk Records en abril de 2006. Grabado entre diciembre y enero de 2006
Baterías y bajos grabados en Estudios GG por Domingo Patiño y Manuel Cabezalí. Guitarras eléctricas, la mayoría de acústicas y teclados grabados en el desván de Charlie por Manuel Cabezalí y Charlie Bautista. Voces, cuerdas, percusiones y demás guitarras acústicas grabadas en la cueva de Manuel Cabezalí por él mismo.
Mezclado por Manuel Cabezalí. Masterizado por José María Rosillo. Producido por Havalina Blu.
Todas las músicas compuestas por Havalina Blu. Letras escritas por Manuel Cabezalí. Arreglos de cuerda compuestos por Aurora Aroca y Manuel Cabezalí. Diseño: Andrés Cabanes y Havalina Blu - Concepto: José Juan y Manuel Cabezalí. Fotografías: Andrés Cabanes.

### Junio (2008)

#### Canciones
1. A Golpe de Bisturí
2. Nadie como Yo
3. ¿Dónde irán?
4. Sólo Pienso en Mí
5. Cosas que le Diría
6. Noches sin Dormir
7. Junio
8. Aurora
9. Pechos de Metal
10. Tus Huesos
11. Siewerdt
12. Septiembre

#### Ficha
Disco editado por Estoescasa! en enero de 2008.
Grabado entre agosto y septiembre de 2007 en Retroestudio porIsaac Rico (Asistentes de grabación: Roger Montejano y Roberto Aracil) Mezclado por Isaac Rico y Manuel Cabezalí en Retroestudio. Masterizado en Sonoland por Isaac Rico en octubre de 2007 (Asistente de Mastering: Daniel Altarriba)
Producido por Isaac Rico y Havalina.
Todas las músicas compuestas por Havalina. Letras escritas por Manuel Cabezalí.
Diseño: Andrés Cabanes - Concepto de diseño: Andrés Cabanes y Havalina. Fotografía: Aurora Aroca. Caligrafía y dibujos: José Juan Cabezalí.

### Imperfección (2009)

#### Canciones
1. Imperfección
2. Agosto en Bogotá
3. Incursiones
4. Sueños de Esquimal
5. Lejos de tu Cama
6. 6:00 AM
7. Vida Maquinal
8. Sórdido
9. Desinspiración
10. Miedo al Agua

#### Ficha
Disco editado por Origami Records en marzo de 2009.
Baterías grabadas en Retroestudio por Isaac Rico en octubre de 2008. Bajos y guitarras eléctricas grabadas por Manuel Cabezalí en el local de ensayo de Havalina. Guitarras acústicas, voces y percusión grabadas por Manuel Cabezalí en su dormitorio. Mezclado y masterizado por Manuel Cabezalí.
Producido por Manuel Cabezalí.
Todas las músicas compuestas por Havalina. Letras escritas por Manuel Cabezalí.
Diseño: Nahúm García y Manuel Cabezalí - Fotografía: Nahúm García.

### Las Hojas Secas (2010)

#### Canciones
1. Desierto
2. Tu ciudad
3. Objetos personales
4. Síndrome de culto
5. Las hojas secas
6. Ley de la gravedad
7. La pared
8. Punto de reconciliación
9. Mamut
10. Mordiente
11. Por la noche

#### Ficha
Disco editado por Origami Records en noviembre de 2010.
Grabado en El Lado Izquierdo por Dany Richter. Mezclado y masterizado por Manuel Cabezalí.
Producido por Manuel Cabezalí.
Todas las músicas compuestas por Havalina. Letras escritas por Manuel Cabezalí, excepto "Objetos Personales" escrita por José Juan Cabezalí y "Tu Ciudad", "Ley de la Gravedad" y "Punto de Reconciliación", escritas por Manuel Cabezalí e Ignacio Celma.
Diseño: Miguel Goñi - Fotografía: Alberto Van Stokkum

### H (2012)

#### Canciones
1. Norte
2. La Antártida empieza aquí
3. Viaje al sol
4. El estruendo
5. Compañía felina
6. Animal dormido, animal despierto
7. Música para peces
8. Viernes
9. Cuando todos duermen

#### Ficha
Disco editado por Origami Records en octubre de 2012.
Grabado en El Lado Izquierdo por Dany Richter. Mezclado y masterizado por Manuel Cabezalí.
Producido por Manuel Cabezalí.
Diseño: Miguel Goñi - Ignacio Celma. Fotografía de Ignacio Celma.
Todas las músicas compuestas por Havalina. 
Letras escritas por Manuel Cabezalí, excepto "La Antártida empieza aquí" escrita por J.J. Cabezalí y Manuel Cabezalí, "El estruendo" escrita por Ignacio Celma y Olalla Sáez Pascual, y "Viernes" escrita JJ Cabezalí, Ignacio Celma y Manuel Cabezalí. 

### Islas de Cemento (2015)

#### Canciones
1. Cristales rotos sobre el asfalto mojado
2. Islas de cemento
3. Un reloj de pulsera con la esfera rota
4. La voz de él
5. Ya va siendo hora
6. El olmo centenario
7. Luces
8. Dónde
9. Cementerio de coches
10. Lluvia en el cementerio de coches
11. Ulmo

#### Ficha
Este álbum se gestó durante varias etapas en 2014, primero improvisando y grabando en el local de ensayo, y después dando forma de canción a todo aquello. La mayoría de las letras son adaptaciones de un libro de poemas escrito por J.J. Cabezalí, cuyo título es “Manual para conductores borrachos”.
Producido por Manuel Cabezalí.
Grabado por Dany Richter en diciembre de 2014 en El Lado Izquierdo.
Mezclado y masterizado por Manuel Cabezalí.
Arte y diseño: Elba Fernández.
Todas las músicas compuestas e interpretadas por Havalina.
Arreglos de piano y sintetizadores en “Cristales rotos sobre el asfalto mojado”, “El olmo centenario”, “Luces” y “Ulmo” compuestos y grabados por Ignacio Celma. Saxo y gritos varios en “Lluvia en el cementerio de coches” grabados por Isabel Arias. Coros adicionales en “Cristales rotos sobre el asfalto mojado” grabados por Dany Richter y Jaime Olmedo.
Letras escritas por J.J. Cabezalí y Manuel Cabezalí, excepto “La voz de él” escrita por Manuel Cabezalí y Nieves Lázaro, y “Dónde”, “Ya va siendo hora”, “El Olmo Centenario” y “Ulmo” escritas por Manuel Cabezalí. Todas ellas revisadas y corregidas por Ignacio Celma

### Muerdesombra (2017)

#### Canciones
01. Abismoide
02. Malditos Mamíferos
03. Lazos Rotos
04. Órbitas
05. Nacidos de la Bruma
06. Alta Tormenta I
07. Alta Tormenta II
08. Más Velocidad
09. Trópico Fantasma

#### Ficha
Manuel Cabezalí: Voz, guitarras, teclados y programaciones.
Javier Couceiro: Batería, percusión.
Jaime Olmedo: Bajo, teclados. 
Grabado por Dany Richter en El Lado Izquierdo en septiembre de 2016.
Producido y mezclado por Manuel Cabezalí.
Masterizado por Dany Richter.
Arte y diseño: Emilio Lorente.
Con la colaboración especial de Juan Manuel Padilla a la percusión en "Órbitas", "Alta Tormenta" (I y II) y "Más Velocidad".
Toda la música compuesta por Havalina. Letras escritas por Manuel Cabezalí.

### Maquinaria (2023)

#### Canciones
1. Maquinaria
2. Robótica
3. Charco
4. Actitud
5. Deconstrucción
6. Circuito Cerrado
7. Salmo Destrucción
8. Arsenal
9. La Rueda
10. Himno nº 9
11. La Palabra
12. Naciente